# Veenpluis
Veenpluis (Eriophorum angustifolium) is een plant uit de cypergrassenfamilie (Cyperaceae). De plant groeit op vochtige, zure grond, zoals heide en veen. Het vormt daar zoden met behulp van uitlopers. Opvallend is het lange, witte vruchtpluis, waaraan de naam ontleend is. Hij is plaatselijk vrij algemeen in Drenthe, de Kempen en de Ardennen. Elders in België en Nederland is veenpluis zeldzaam tot zeer zeldzaam.
De plant is te vinden op natte heide, in veenmosrietland, turfgaten en op bulten van levend hoogveen. Verder langs greppels en in spoorbermen, hoogveenslenken en bij vennen, op open plekken in berkenbroekbos, in duinvalleien en zandgroeven, op heischraal grasland en hooiland.

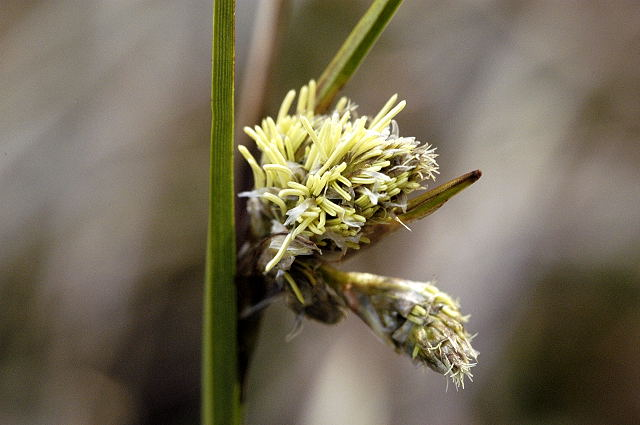
Bloeiwijze

De bloempjes vormen aren, die van juni tot augustus in bloei staan. De bloemen zijn erg klein en vallen daarom niet op. Ze zijn tweeslachtig en in plaats van een kelk en kroon is er een krans van borstelharen (omgevormde schutblaadjes), die later uitgroeien tot lange witte haren. De bladeren zijn donkergroen. Geleidelijk worden ze bruin en tegen bloeitijd sterven de bladeren af. Als het bloeiseizoen is afgelopen tegen het eind van de zomer, ontstaan er nieuwe bladeren.
De vrucht van veenpluis is een driehoekig nootje, dat omringd is door lange witte haren (de pluis).